# 威氏壯齒鰕虎
威氏壯齒蝦虎（学名：Macrodontogobius wilburi）为條鰭魚綱鱸形目鰕虎科壯牙鰕虎魚屬下的一个种，该物种主要分布于印度洋-太平洋海域，体长可达6.5公分。